# Carlos Tablante
Carlos Humberto Tablante Hidalgo (Maracay, Venezuela; 29 de octubre de 1954) es un político venezolano. Fue uno de los fundadores y más conocidos dirigentes del Movimiento al Socialismo, entrando a esa organización política cuando todavía era un adolescente. Fue diputado y senador en el extinto Congreso de Venezuela, primer gobernador electo y reelecto del estado de Aragua, Ministro de Estado y Presidente de la Comisión Nacional Antidrogas. En 1999 formó parte de la Asamblea Nacional Constituyente, por lo que es uno de los firmantes de la Constitución de Venezuela Vigente. En la actualidad, forma parte del movimiento político Voluntad Popular.

## Desempeño como parlamentario
Siendo muy joven, resultó elegido concejal en las listas del MAS por el antiguo Distrito Ricaurte del estado Aragua en 1973. En ese cargo, fue elegido presidente de la Comisión de Ambiente y Recursos Naturales en el Concejo. Para el siguiente periodo constitucional, en 1978, fue elegido diputado a la Asamblea Legislativa del estado Aragua. Posteriormente fue elegido diputado al Congreso de la República, en 1983. Desde su cargo parlamentario, Tablante adquirió notoriedad pública y nacional por sus denuncias contra el tráfico de drogas, la corrupción y la violación de los derechos humanos, siendo una de las más trascendentes aquella sobre irregularidades ocurridas en la Oficina del Régimen de Cambio Diferencial (RECADI), durante el gobierno de Jaime Lusinchi. 
Durante su periodo en el Congreso, Tablante además fue miembro de varias otras comisiones parlamentarias, colaborando en la redacción de las leyes sobre sustancias estupefacientes y psicotrópicas y contra el crimen organizado. Fue presidente de la Comisión permanente de juventud y deporte contra las drogas, de la Cámara de Diputados. Entre otras denuncias que lo llevaron a ser protagonista de varios titulares de prensa de la época, se refirió a hechos de corrupción en el Poder Judicial, cuya posterior investigación concluyó con la destitución de jueces supuestamente incursos en hechos de corrupción; de igual manera denunció un delito ambiental conocido en la época como el «Caso Pipotes de la Muerte», referido a unos contenedores con desechos tóxicos que habían sido instalados en el sector "La Ganadera" de la ciudad de Maracay. Al inicio de su segundo periodo parlamentario consecutivo, en 1989, se desempeñó como primer vicepresidente de la Cámara de Diputados.

## Gobernador, ministro y trayectoria posterior

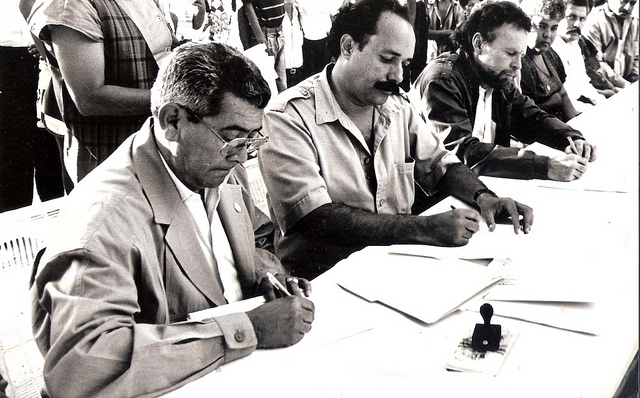
El Gobernador Carlos Tablante en Las Tejerías junto al Alcalde Jesus Morao.

Tablante fue el primer Gobernador del Estado Aragua electo por voto popular y directo, en las elecciones regionales de 1989 y luego reelecto en las elecciones regionales de 1992. En 1991 fue cofundador de la Asociación de Gobernadores de Venezuela, la cual llegó a presidir en 1995, siendo así uno de los pioneros de la descentralización y el Estado Federal. En 1996, entrega el cargo de gobernador a su compañero de partido Didalco Bolívar y es designado por el presidente de la República Rafael Caldera como Ministro de Estado, presidente de la comisión nacional contra el uso ilícito de las drogas (CONACUID).
En 1998, renuncia al cargo ministerial y se postula en las elecciones regionales de 1998, resultando electo senador por el Estado Aragua. En 1999, el Congreso entra en receso para dar paso a una Asamblea Nacional Constituyente y Tablante es electo constituyente a dicha asamblea, nuevamente en representación de Aragua. En ese cargo presenta, conjuntamente con Ricardo Combellas y Román Duque Corredor, el documento “Bases para la Constitución Ciudadana - Un nuevo proyecto de país para el III milenio”, donde estaban contenidos los principios, procesos y organización del Estado como un ente federal y descentralizado, que caracterizó a la Constitución aprobada a fines de 1999.
En 2000, es electo Diputado a la nueva Asamblea Nacional. Allí presenta varios proyectos de Ley que finalmente fueron sancionados, como la Ley para Designación de Funcionarios del Poder Ciudadano y Magistrados del Tribunal Supremo de Justicia; la Ley de Regulación de Postulaciones Electorales; la Ley sobre Delitos Informáticos; la Ley para el Desarme; la Ley contra Actos de Naturaleza Terrorista y la Ley contra la Delincuencia Organizada y el Proyecto de la Ley de Hacienda Pública Estatal. Formó asimismo parte de la comisión designada para investigar los hechos ocurridos entre el 11 y 14 de abril de 2002. Abrió el debate sobre al Derecho de la Vida, que concluyó con un acuerdo por unanimidad y con el apoyo de los otros Poderes Públicos.
En 2005 fue postulado nuevamente a Diputado encabezando la lista por el Estado de Aragua. Por decisión de la Plataforma Unitaria conformada por los Partidos Postulantes, en una controversial resolución, se retiraron todas las candidaturas presentadas para esos comicios.
A principios de 2006 apoyó la candidatura presidencial de la Unidad Democrática representada por Manuel Rosales del partido Un Nuevo Tiempo, partido del que formó parte y que deja posteriormente. Actualmente es activista del movimiento político Voluntad Popular que lidera Leopoldo López. Formó parte de la Comisión de la estrategia de la Mesa de la Unidad Democrática (MUD).
Fue durante varios años articulista del diario El Siglo, de Maracay y ha escrito artículos de opinión para los diarios de circulación nacional El Universal y El Nacional. En la actualidad escribe semanalmente en el Diario El Periodiquito (Aragua) y en el portal de noticias La Patilla.

## Obras
- Sindicato del Crimen (1973)
- Narco-financiamiento Político: Una visión integral sobre prevención y control, (1998).
- Delitos Informáticos: Delincuentes sin rostro (2001).[6]
- Venezuela herida: Pacto por la democracia del futuro (Caracas, 2003 - ISBN 9789803880576).
- También fue Coordinador, junto con la Dra. Mariela Morales, de los anuarios:
- Descentralización versus Neocaudillismo (2008-2009 ISBN 9789807528016).
- Descentralización, Autonomía e Inclusión Social: El desafío de la Democracia 2010-2011,[7] ISBN 9789807528023.
- Sus más recientes Publicaciones son:
- Estado Delincuente: Cómo actúa la delincuencia organizada en Venezuela (2013), ED. CYNGULAR, ISBN 9789807212298.
- El Gran Saqueo: Quiénes y cómo se robaron el dinero de los venezolanos (2016), ISBN 9789807212694.
- Desde 2014 dirige la Editorial Visión Progresista donde ha publicado:
- Leopoldo López, preso de Maduro,[8] (2014) ISBN 9789807212588, editado conjuntamente con CYUNGULAR. Obra colectiva con las firmas de Edgar López, Luis Salamanca, Román Duque Corredor, Carlos Ayala Corao, Alberto Arteaga Sánches, Jesús Ollarves Irazábal, Marino Alvarado, Juan Flores, Héctor Faúndez Ledesme, Boris Muñoz, Gerardo Fernández y Francisco Suniaga.
- Petróleo: Bendición o Maldición,[9] (2015) con la Hoja del Norte, ISBN 9789807212519, obra colectiva con la colaboración de Antonio Ledezma, Brian S McBeth, Henry Jiménez Guanipa, Nelson Hernández, Carlos Bellorín, Leopoldo López, Jorge Sánchez Melean, Carlos Mascareño Quintana, Juan Cristóbal Carmona Borjas, Javier Estrada, Diego J. González Cruz, Humberto Cedeño, Marcelo Figueiredo, Gonzalo Aguilat Cavallo, Daniel Klein, Víctor Hernández Mendible.
- 14 Prólogos de Pompeyo Márquez (2016) con la Editorial Punto, ISBN 9789807801058.
- Impacto de la corrupción en los derechos humanos. Almagro, Luis; Flores, Rogelio; Peters, Anne; Piovesan, Flávia; Dias Rodrigues, Anna; Alonso Olmos, Eduardo; Fernandes de Lima, Laura; Mesquita, Tatiana; Vásquez, Luis; Tablante, Carlos; Aldana, Thelma; Buscaglia, Edgardo; Solórzano, Óscar; Morales Antoniazzi, Mariela. Editores: Tablante, Carlos; Morales Antoniazzi, Mariela (mayo de 2018), México.[10]

Es Editor Fundador del portal / www.CuentasClarasDigital.org dedicado a la investigación sobre lavado de dinero, financiación del terrorismo, delincuencia organizada trasnacional, la corrupción y su relación con la violación de los derechos humanos. Como activista de Voluntad Popular, es promotor del Proyecto de "Ley para la recuperación de los activos vinculados a la corrupción", aprobado en primera discusión en la Asamblea Nacional en 2017.

## Condecoraciones
- 1999: Orden del Libertador, en grado de Gran Cordón.